# Krölpa
Krölpa là một đô thị ở huyện Saale-Orla, bang Thüringen, Đức. Đô thị này có diện tích 42,23 km2, dân số thời điểm ngày 31 tháng 12 năm 2006 là 3.104 người